# Europatat
Europatat, ou « Association européenne du commerce de la pomme de terre » (en anglais : European potato trade association), est une organisation professionnelle internationale qui regroupe diverses organisations ou entreprises impliquées dans le commerce de gros de pommes de terre en Europe. Son siège est situé à Bruxelles (Belgique). Fondée en 1952, cette association a des membres dans 18 pays européens (Union européenne et Suisse) et s'appuie sur une production annuelle de 60 millions de tonnes environ. Europatat définit notamment les Règles et usages du commerce intereuropéen des pommes de terre (RUCIP).
Europatat est une association internationale sans but lucratif de droit belge. Son président est Kees van Arendonk, par ailleurs président de Nederlandse Aardappelorganisatie (NAO, Association néerlandaise de la pomme de terre).
Elle est structurée en six commissions spécialisées traitant respectivement de :
- plants de pomme de terre,
- primeurs,
- pommes de terre de consommation,
- emballeurs,
- RUCIP,
- questions techniques et réglementaires.

Ses principaux objectifs sont de promouvoir le commerce international de la pomme de terre et d'améliorer les conditions de son exercice, de défendre les intérêts de la profession et de la représenter dans les diverses instances européennes et internationales : Commission européenne, Parlement européen, FAO, OCDE, Nations unies (Commission économique pour l'Europe).
Europatat est membre du CELCAA (Comité européen de liaison du commerce agroalimentaire).

## Domaines d'intervention
Europatat est amenée à intervenir dans les différents domaines suivants :
- politique phytosanitaire,
- réglementation du marché des pommes de terre,
- politique commerciale,
- promotion,
- sécurité alimentaire,
- développement durable,
- recherche et développement,
- RUCIP, en liaison avec l'EUPPA (European potato processors association, association européenne des industries de la pomme de terre) et Intercoop (Organisation européenne de coopératives agricoles).